# Corneliu Ioan Bucur
Corneliu Ioan Bucur (n. 25 aprilie 1942, Mediaș, Sibiu, România – d. 3 martie 2022, Mediaș, Sibiu, România) a fost un senator român în legislatura 1996-2000, ales în județul Sibiu pe listele partidului PD. Corneliu Ioan Bucur a fost membru în comisia pentru cultură, artă și mijloace de informare în masă. Corneliu Ioan Bucur a inițiat o propunere legislativă care a fost promulgată lege.    